# Víctor Coello
Víctor Coello (Villanueva, Cortes, Honduras; 29 de julio de 1974) es un exfutbolista de nacionalidad hondureña. Jugaba de guardameta, su primer equipo fue el Club Deportivo Marathón. Se retiró del fútbol en el Juticalpa FC en el año 2013.

## Trayectoria futbolística
Este jugador de fútbol nació y creció en Villanueva, Cortes, Honduras. 
En el año 1993, Víctor Coello pasó a formar parte del Club Deportivo Marathón.
El 22 de diciembre de 1993, Coello hizo su debut en la Liga Nacional de Fútbol de Honduras con el Club Deportivo Marathón en un empate 1-1 ante el Deportes Progreseño.
En el verano de 2009 se trasladó al Deportes Savio. Se unió al Club Deportivo Platense antes del torneo Apertura del campeonato de 2010. En enero de 2013, Coello firmó un contrato de seis meses con la segunda división Juticalpa en su intento de lograr el ascenso a la máxima categoría, actualmente juega para el Juticalpa FC de la Liga de Ascenso de Honduras.

## Selección nacional
Coello hizo su debut con la Selección de fútbol de Honduras en abril de 1997 en un partido contra la Selección de fútbol de Panamá y ha ganado un total de 33 partidos. Ha representado a su país en 1 clasificación para la Copa Mundial de la FIFA y jugó en el 1997, 2003, 2005 y 2007 la Copas de Naciones de UNCAF, así como en el 2003 y en el 2005 las Copas de Oro de la CONCACAF. 
Su final internacional fue en febrero del 2007 Copa de Naciones de UNCAF partido contra Panamá.

### Participaciones en Copas Centroamericana
| Copa Centroamericana      | Sede        | Resultado    |
| ------------------------- | ----------- | ------------ |
| Copa Centroamericana 1997 | Guatemala   | Cuarto lugar |
| Copa Centroamericana 2003 | Panamá      | Cuarto lugar |
| Copa Centroamericana 2005 | Guatemala   | Subcampeón   |
| Copa Centroamericana 2007 | El Salvador | Cuarto lugar |

### Participaciones en Copas América
| Copa América      | Sede     | Resultado    |
| ----------------- | -------- | ------------ |
| Copa América 2001 | Colombia | Tercer lugar |

## Clubes
| Club                    | País     | Año       |
| ----------------------- | -------- | --------- |
| Club Deportivo Marathón | Honduras | 1993-1996 |
| Club Deportivo Platense | Honduras | 1996-2001 |
| Club Deportivo Marathon | Honduras | 2001-2009 |
| Deportes Savio          | Honduras | 2009-2010 |
| Club Deportivo Platense | Honduras | 2010-2012 |
| Juticalpa FC            | Honduras | 2013      |

- Datos: Q4016736